# Præpareret klaver
Et præpareret klaver er et klaver, der har fået sin lyd ændret ved at der placeres ting mellem eller på strengene eller på hamre.
John Cage er kendt som den der først skrev musik for præpareret klaver, Bacchanale fra 1940. Men allerede i 1914 gjorde Erik Satie forsøg med præparering med papirstrimler.

## Note(r)
1. ↑  "Det Virtuelle Musikbibliotek   » Lydkunst i det 20. århundrede – en kronologi". Arkiveret fra originalen 22. marts 2016. Hentet 5. september 2012.